# Östra Blanktjärnarna
Östra Blanktjärnarna är en sjö i Åre kommun i Jämtland och ingår i Indalsälvens huvudavrinningsområde. Östra Blanktjärnarna ligger i Vålådalens naturreservat och Vålådalens Natura 2000-område.

## Östra Blanktjärnen
Östra Blanktjärnarna ska inte blandas ihop med Östra Blanktjärnen, som ligger strax väster om tjärnarna och i vattenrinningssystemet sitter samman med detta. Östra Blanktjärnen är större till ytan än Östra Blanktjärnarna tillsammans.